# Святошинские пруды
Святошинские пруды (укр. Святошинські ставки) — группа прудов на реке Нивка, расположенные на территории Святошинского района; крупнейшие пруды в Киеве.

## География
Параметры (макс длина×ширина): пруд № 14 730×320 м, пруд № 15 1300×520 м. Глубина средняя: пруд № 15 — 2,5 м, пруд № 14 — 3 м.
Святошинские пруды расположены на реке Нивка, на участке который протекает по Святошинскому району. Всего восемь прудов (значительных по площади). Все, кроме пруда № 14, расположены севернее проспекта Победы на территории Беличанского леса, что в составе Святошинского лесопаркового хозяйства. Пруд № 14 находится южнее проспекта Победы. Пруд № 15 (так называемое, Святошинское озеро) близлежащий к жилой застройке (Беличи), остальные находятся в глубине лесного массива. Пруд № 15 — крупнейший водоём группы.
Берега пологие. Пруд № 14 имеет сильно заболоченные южные берега, также и у других водоемов присутствуют заболоченные участки. Один из прудов на крайнем западе разделён на множество сегментов.
В летний период пруды являются местом отдыха горожан: используются для рыболовства, отдыха и купания. В холодную зиму пруды полностью замерзают.
Есть рыбное хозяйство.
Вследствие мелиоративных работ в 2000-х годах были осушены два пруда и нарушена экосистема района.

## Природа
У берегов в воде и на суше присутствует влаголюбивая растительность. Водная растительность пруда № 14 представлена 12 видами, № 15 — 11 видами. Доминирующая ассоциация растений водоёмов — рдестово-тростниковая. На берегах расположены ивы и смешанные (далее хвойные) леса.
Здесь встречаются водоплавающие птицы. Являются местом гнездования и зимования птиц. Здесь обитают 33 вида птиц (водно-болотный тип обитания), из которых два занесены в Красную книгу Украины (коршун чёрный и орлан-белохвост). Является местом для гнездования для 4 видов. В 2008 году в результате исследований маршрутным методом (сбор данных пешими экскурсиями) здесь было зафиксировано 12 видов водоплавающих и околоводных птиц (в том числе и мигрирующие), в 2009 году — 16 видов.
Места обитания видов оказываются под сильным воздействием антропогенных факторов.